# Итинераријум Хијеросолимитанум
Itinerarium Hierosolymitanum, такође познат и као Itinerarium Burdigalense или Јерусалимски итинерар је био најстарији хришћански итинерар. 

## Опште информације
Јерусалимски итинерар написао је анонимни "Ходочасник из Бордоа" на свом путовању у Свету земљу. Овај пут је предузео 333. односно 334. године када су конзули били Флавијус Далмацијус и Домицијус Зенофилус. Порекло аутора изведено је од чињенице да итинерар почиње из Бордоа у данашњој Француској. Оригиналан текст је на латинском језику, исписан у једноставној и сажетој форми што је карактеристика свих римских итинерара (путних мапа које садрже станице дуж одређеног пута и њихову међусобну удаљеност изражену у римским миљама). Станице су подељене у неколико категорија: градови, коначишта и места за промену коња на којима је путник могао да проведе извесно време, да се одмори, нахрани коња или их замени и да, потом, продужи даље.   
Пут који је описан у итинерару полази од Бордоа, пролази кроз Медиоланум (Милано), Сирмијум (Сремска Митровица) и стиже у Константинопољ, а затим, преко Азије, у Палестину и Јерусалим. Последњи сегмент итинерара започиње у Хераклеји на Хелеспонту и води поново до Медиоланума пролазећи кроз Рим. Аутор показује извесна историјска и филозофска интересовања у ретким коментарима на самом итинерару. Када непознати ходочасник ступи у Свету земљу, већу пажњу поклања хришћанским и јеврејским споменицима. Пошто путује у периоду после владавине Константина Великог, путник је сведок настанка првих царских базилика у Палестини, а нарочито у самом Јерусалиму, надомак Светог гроба и на врху Маслинове горе, затим у Витлејему и Мамри. 
Текст Јерусалимског итинерара објавио је 1811. године француски писац Франсоа Рене де Шатобријан. Итинерар је сачуван у четири преписа писаних у периоду између 8. и 10. века. Два дају само пут кроз Јудеју са детаљним приказом градова и раздаљине између њих.